# Longyn Cehelski
Longyn Cehelski (ukr. Лонги́н Цеге́льський, pol. Longin Cegielski, ur. 29 sierpnia 1875 w Kamionce Strumiłłowej, zm. 13 grudnia 1950 w Filadelfii) – ukraiński działacz społeczny i polityczny, dyplomata, adwokat, dziennikarz.
Poseł do parlamentu austriackiego (1907 i 1911) i Sejmu Krajowego Galicji (od 1913). Współorganizator Legionu Ukraińskich Strzelców Siczowych. W latach 1918–1919 był członkiem Ukraińskiej Rady Narodowej i w 1919 jednym z sekretarzy państwowych ZURL.
W latach 1920–1921 był posłem ZURL w Stanach Zjednoczonych.